# Die schöne Lurette (Film)
Die schöne Lurette ist eine deutsche Operettenverfilmung der DEFA von Gottfried Kolditz aus dem Jahr 1960.

## Handlung
Paris im Jahre 1764: Wäscherin Lurette wird von den Männern umschwärmt, liebt jedoch den einfachen Zimmermann Campistrel. Der baut gerade mit seinen Freunden an einer Wachsfigurparodie der Madame de Pompadour, die er beim anstehenden Faschingsfest durch die Straßen tragen will. Mit ihr will er die Macht der Pompadour über den König und ihre Verschwendungssucht anprangern. Bis zur Fertigstellung müssen die Männer die Figur jedoch nicht nur vor den Augen der Soldaten, sondern auch der Geheimpolizei in Person von Malicorne verbergen. Dies gelingt unter anderem durch Einsatz der Wäscherinnen, die den Männern den Kopf verdrehen – sehr zum Unmut von Oberwäscherin Marcelline, die einst von einem Edelmann verführt und sitzengelassen wurde und ihre Mädchen daher von den Männern fernhalten will.
Lurette war beim Wäscheaustragen dem Herzog von Marly aufgefallen. Er bot ihr an, sie nach Hause zu begleiten und Lurette nahm an, um Campistrel eifersüchtig zu machen. Der Herzog hat sich nun in Lurette verliebt, weiß jedoch, dass Campistrel ihm Lurette nicht überlassen würde. Mit Malicorne überlegt er, wie er Lurette dennoch besitzen könnte. Eine Verhaftung ist ausgeschlossen, doch wollen sich beide Männer den Karneval zunutze machen. Lurette soll Marly als Faschingsprinzessin im Rahmen einer Faschingshochzeit angetraut werden. Die Trauung soll jedoch ohne Wissen Lurettes durch einen echten Abbé durchgeführt werden und so rechtskräftig sein. Lurette wiederum soll nur zum Schein Marlys Ehefrau werden und in Wirklichkeit zur neuen Lieblingsmätresse des Königs aufsteigen, und so Madame Pompadour, die Malicorne ein Dorn im Auge ist, ersetzen.
Malicorne erscheint in der Wäscherei und erkennt in Marcelline die Wäscherin, die er einst verführt hat. Er schließt sie unbemerkt im Keller ein und verkündet anschließend, dass Lurette als Faschingsprinzessin für den Herzog von Marly ausgewählt wurde. Campistrel stellt sich eifersüchtig vor Lurette, die nun gerade zusagt, zu Marly zu gehen. Da die eingeschlossene Marcelline lautstark auf sich aufmerksam macht, flieht Malicorne mit Lurette im Wagen zu Marlys Herrenhaus. Lurette ist überrascht, dachte sie doch, die anderen Wäscherinnen seien mit zu Marly eingeladen. Im Herrenhaus Marlys wird Lurette von den anwesenden Karnevalsgästen aufgrund ihrer Wäscherinnenkleidung ausgelacht. Sie macht Marly klar, dass sie sofort wieder gehen will, zögert jedoch, als sie das schöne Kleid sieht, das Marly für sie besorgt hat. Sie kleidet sich um und geht herausgeputzt mit Marly zur Festgesellschaft. Campistrel ist ihr gefolgt und hat sich unerkannt unter die Gäste gemischt. Als er Lurette so verwandelt sieht, legt er seine Maske ab und macht ihr Vorwürfe, sich an die feinen Leute zu verkaufen. Lurette flieht aufgebracht in das Umkleidezimmer zurück und kleidet sich um. Campistrel lässt die Wäscherinnen und seine Mitstreiter holen. Er hört außerhalb des Herrenhauses plötzlich den Abbé rufen. Er wurde in einem Raum eingesperrt, wo die spätere Trauung stattfinden soll, leidet jedoch, weil er keinen Alkohol bekommt. Campistrel steigt bei ihm ein und bringt ihm reichlich Alkohol mit. So erfährt er am Ende den Plan von Marly und Malicorne.
Die Wäscherinnen erscheinen, um Lurette zu befreien. Marcelline beginnt mit der Jagd auf Malicorne, während die Wäscherinnen Lurette, die Marlys Werben nicht nachgegeben hat, aus ihrem Zimmer holen. Marly gibt sich scheinbar geschlagen, bittet aber um die harmlose Karnevalshochzeit. Der Abbé erweist sich jedoch als Campistrel, der Lurette bei der Trauung fragt, ob sie bereit sei, die Mätresse des Königs zu werden. Anschließend legt er seine Verkleidung ab und schlägt Malicorne mit dem erarbeiteten Ehekontrakt ins Gesicht. Lurette erkennt, dass Campistrel sie vor großem Schaden bewahrt hat und fällt ihm glücklich um den Hals. Marcelline wiederum macht sich Vorwürfe, dem falschen Malicorne so viele Jahre nachgetrauert zu haben. Marly will Campistrel festnehmen lassen, doch stürmen dessen Männer mit der Figur der Pompadour das Herrenhaus. Die Wäscherinnen verspotten die anwesenden Adeligen mit einem Lied und alle einfachen Arbeiter ziehen am Ende gemeinsam aus dem Saal ins Freie.

## Produktion
Die schöne Lurette beruht auf der gleichnamigen Operette von Jacques Offenbach, die nach dessen Tod 1880 uraufgeführt wurde. Im Gegensatz zum Original ist Campistrel aktiv gegen die Obrigkeit und kommt am Ende mit Lurette zusammen, die in der Operette jedoch den Herzog von Marly vorzieht. Der Film entstand 1960 in den Studios Babelsberg. Die Kostüme schuf Hans Kieselbach, die Filmbauten stammen von Alfred Tolle. Es spielte das DEFA-Orchester, Dirigent Karl-Ernst Sasse. Die Chöre übernahm der Rundfunkchor Leipzig, Einstudierung Dietrich Knothe.
Der Film erlebte am 25. Dezember 1960 im Berliner Colosseum und im Potsdamer Charlott seine Premiere. Mit über drei Millionen Zuschauern zählt Die schöne Lurette zu den erfolgreichsten DEFA-Produktionen. Am 8. September 1961 lief der Film auf DFF 1 erstmals im Fernsehen der DDR und wurde am 3. August 1996 auf ORB im bundesdeutschen Fernsehen ausgestrahlt. Icestorm veröffentlichte den Film 2009 auf DVD.

## Synchronisation
Der Gesang der Darsteller wurde synchronisiert, Opernsänger Josef Burgwinkel, der den Abbé darstellte, sang als einziger seine Rolle selbst.
| Rolle      | Darsteller        | Sänger            |
| ---------- | ----------------- | ----------------- |
| Lurette    | Evelyn Cron       | Ingeborg Wenglor  |
| Campistrel | Jirí Papez        | Martin Ritzmann   |
| Herzog     | Otto Mellies      | Charles Geerd     |
| Malicorne  | Hannjo Hasse      | Leo Wistuba       |
| Marcelline | Marianne Wünscher | Gertrud Stilo     |
| Rose       | Lore Frisch       | Sieglinde Goßmann |

## Kritik
Die zeitgenössische Kritik lobte die Ausstattung des Films, die aus der Offenbach-Operette eine „pompöse Leinwand-Großausgabe“ gemacht habe. Kritisiert wurden die „gesellschaftskritischen Elemente“, die aufgesetzt wirken.
Der film-dienst nannte Die schöne Lurette „vordergründige Gesellschaftskritik in einer betont aufwendigen, im Grunde aber weitgehend einfallslosen und erfolglos um Esprit bemühten Verfilmung der Operette von Jacques Offenbach.“